# Reštovo Žumberačko
Reštovo Žumberačko is een plaats in de gemeente Žumberak in de Kroatische provincie Zagreb. De plaats telt 15 inwoners (2001).